# Żuraw (urządzenie dźwignicowe)

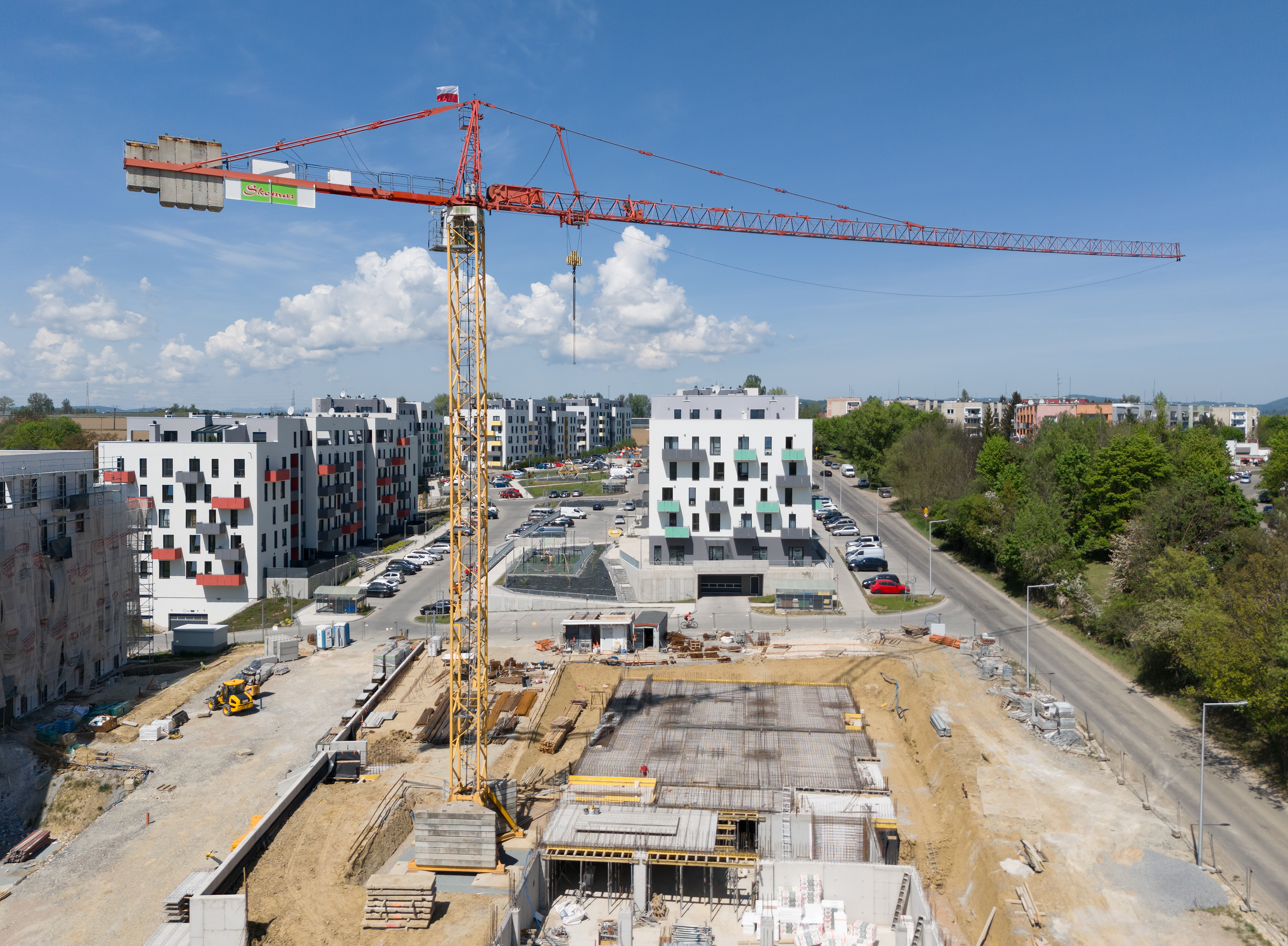
Żuraw wieżowy górnoobrotowy z wysięgnikiem wodzakowym

Żuraw – dźwignica wspornikowa, urządzenie do przemieszczania ciężarów na ograniczonej przestrzeni służące do przenoszenia, przesuwania, ładowania lub wyładowywania ładunku lub surowca.

## Nazwa
Żuraw dawniej zwany był również w Polsce kranem od nazwy crane funkcjonującej na zachodzie Europy w wielu innych językach. W języku angielskim słowo crane również oznacza ptaka żurawia. Nazwa ta utrzymała się do przełomu XIX i XX wieku i funkcjonowała równolegle obok polskiej nazwy żuraw. Jako podstawową nazwę kran obok nazwy żuraw wymienia ją wydana w 1904 Wielka encyklopedia powszechna ilustrowana. Obecnie potocznie nazywany jest również dźwigiem lub bardziej fachowo dźwignicą wspornikową od funkcji użytkowej urządzenia polegającej na dźwiganiu ciężarów.

## Budowa
Jest to urządzenie dźwignicowe obsługujące ograniczoną przestrzeń, stożkiem lub walcem, którego wysokość określa maksymalna wysokość podnoszenia żurawia, a promień podstawy – wysięg. Żurawie dostępne są w różnych rozmiarach od niewielkich, ręcznie napędzanych jednostek posiadających zasięg i wysokość podnoszenia rzędu paru metrów, do olbrzymich o zasięgu ponad stu metrów w obu kierunkach. Zawsze łączy je kilka wspólnych cech.
Dwoma podstawowymi elementami konstrukcji żurawia jest kolumna i wysięgnik. Kolumna w wielu przypadkach zredukowana jest do obrotowej podstawy żurawia na której zainstalowany jest wychylny wysięgnik, niekiedy o budowie teleskopowej. Na końcu wysięgnika zainstalowany jest cięgnik. Innym rozwiązaniem jest gdy kolumna przyjmuje postać wysokiej (zwykle kratownicowej) wieży. Na jej szczycie zamontowany jest wychylny wysięgnik z cięgnikiem na końcu, bądź stały (poziomy) z ruchomym cięgnikiem. Takie rozwiązanie konstrukcyjne stosowane jest w żurawiach wieżowych.
Głównym parametrem żurawia jest maksymalny moment obciążający – iloczyn maksymalnego możliwego do podniesienia przez urządzenie ciężaru w tonach oraz poziomej odległości od punktu podparcia wysięgnika mierzonej w metrach. Jego jednostką jest tonometr (Tm).

## Rodzaje
Ze względu na rodzaj wyróżnia się: 
- żurawie samojezdne (samobieżne)[5],
- żurawie wieżowe[6],
- przenośnych np. żuraw przeładunkowy HDS
- przewoźnych.

Inne typy: żuraw bramowy, żurawie portowe (żurawie stoczniowe), żurawie pływające oraz żurawie warsztatowe.

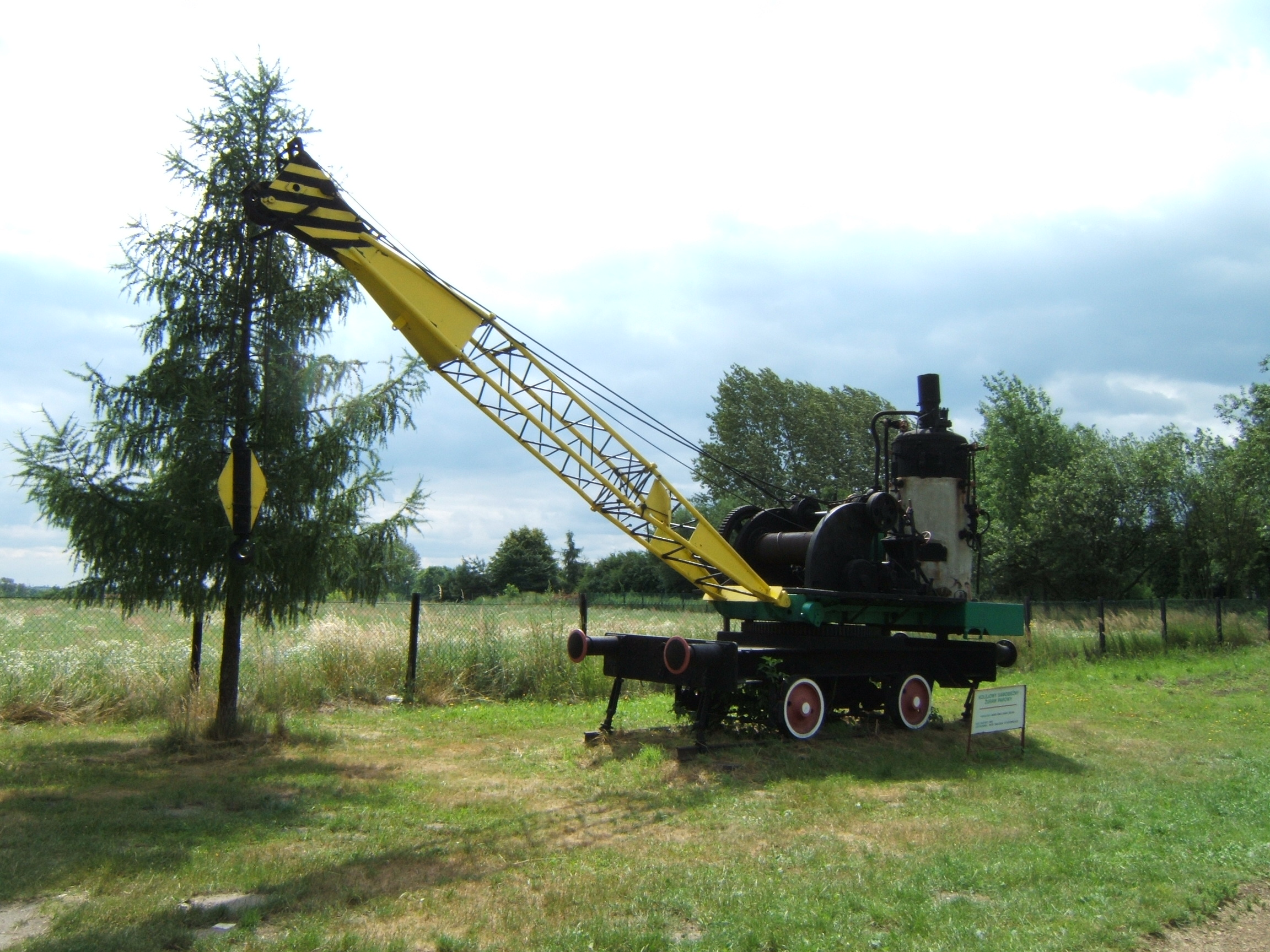
Kolejowy samobieżny żuraw parowy znajdujący się w Skansenie Maszyn Parowych przy Zabytkowej Kopalni Srebra w Tarnowskich Górach
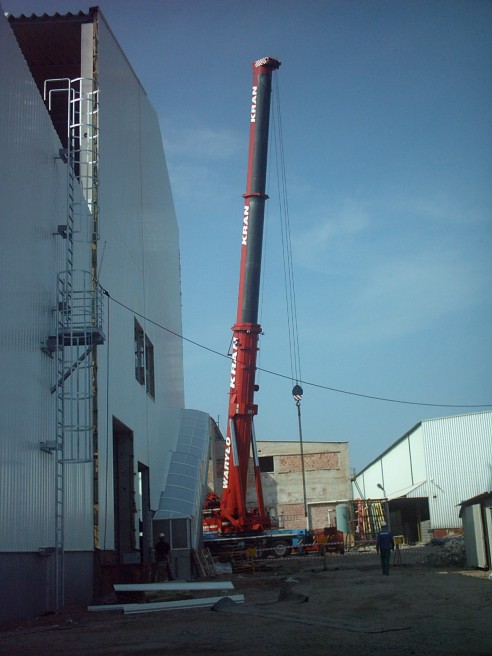
Żuraw samojezdny na podwoziu kołowym z wysięgnikiem teleskopowym o udźwigu maksymalnym 500 t
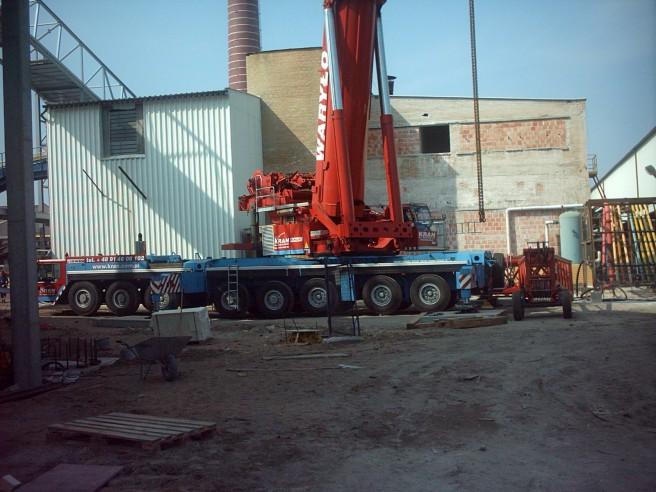
Ośmioosiowe podwozie żurawia, o wielkości maszyny najlepiej świadczy wielkość kabiny kierowcy
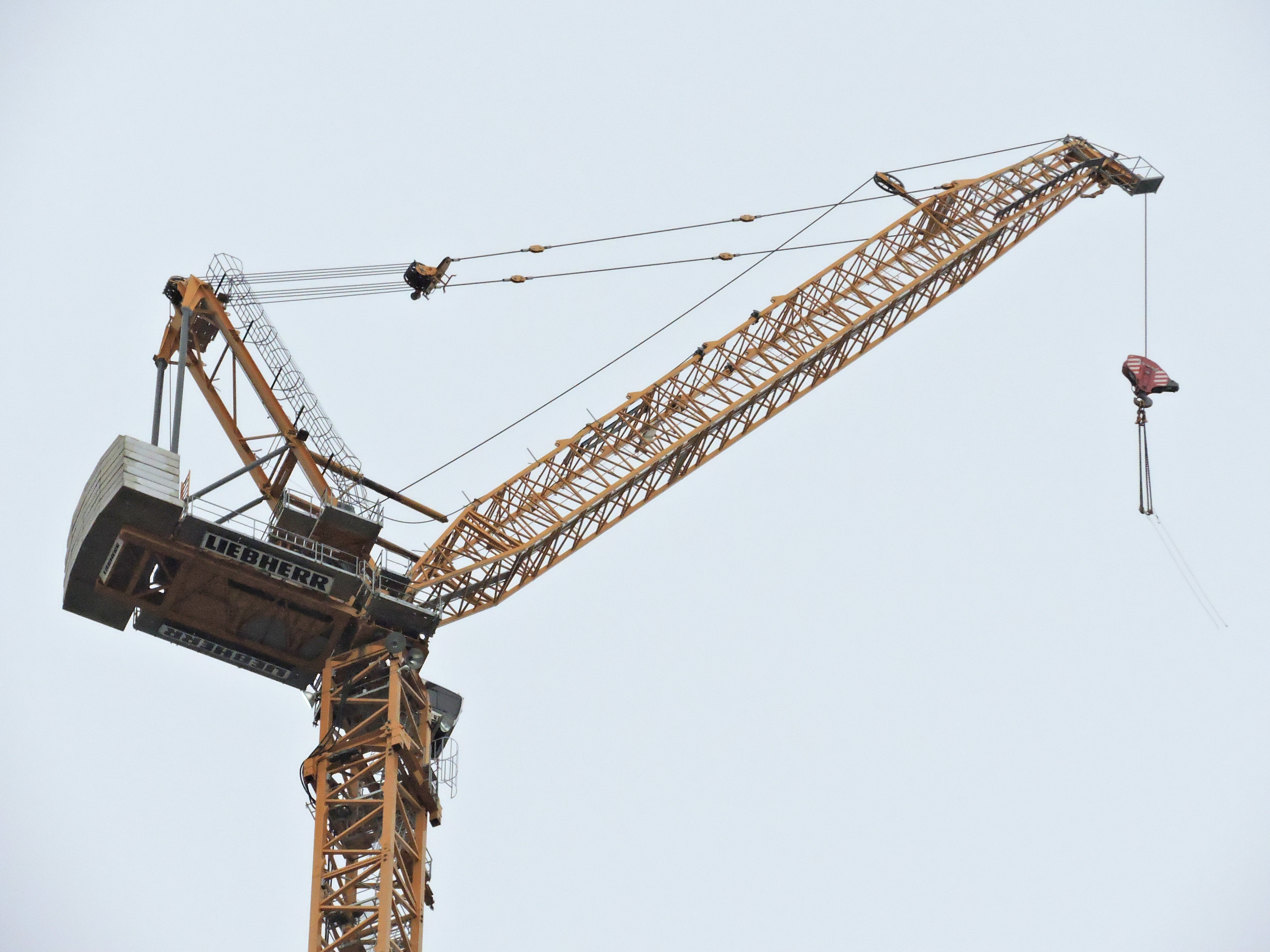
Żuraw wieżowy Liebherr-710 HC-L 32/64 Litronic